# Elo Viiding

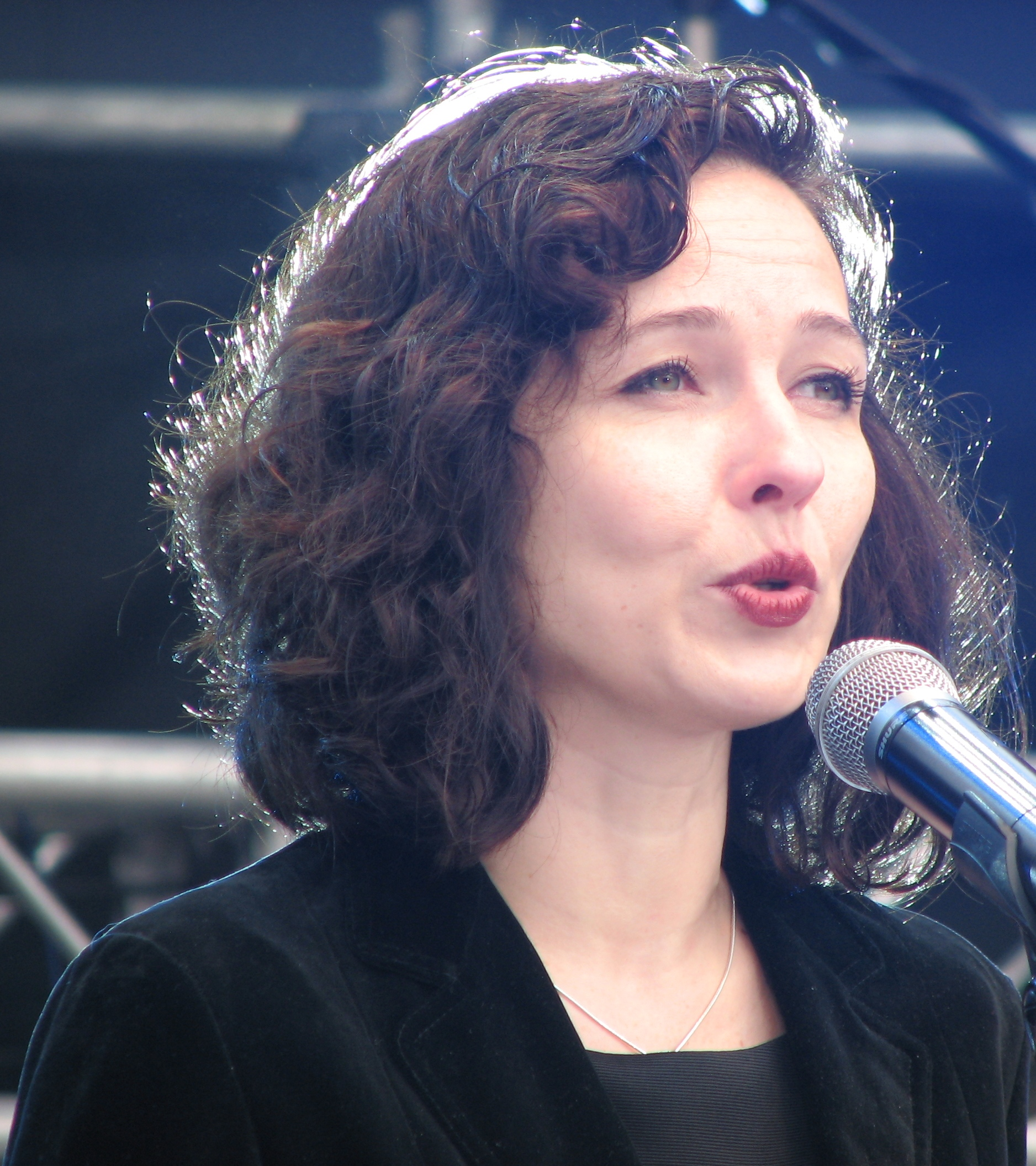
Elo Viiding (2010)

Elo Viiding (* 20. März 1974 in Tallinn) ist eine estnische Lyrikerin, Prosaistin und Esseistin.

## Leben
Elo Viiding wurde als Tochter des Lyrikers und Schauspielers Juhan Viiding und der Musikpädagogin Riina Viiding geboren. Elo Viidings Großvater väterlicherseits war der Schriftsteller Paul Viiding, mütterlicherseits der Schauspieler und Politiker Kaljo Kiisk.
Nach dem Besuch der Förderschule Musik von 1981 bis 1989, studierte Elo Viiding bis 1992 an der renommierten Musikschule Georg Ots in Tallinn das Fach Violine. Darauf folgte ein Schauspielstudium (1994 bis 1999) am Estnischen Humanitarinstitut.
Elo Viiding ist neben ihrer schriftstellerischen Tätigkeit als Übersetzerin für Englisch und Finnisch sowie als Werbetexterin tätig. Sie unterrichtet außerdem an den Universitäten in Turku und Tallinn.

## Schriftstellerin
Ihren ersten Gedichtband Telg („Die Achse“) schrieb Viiding 1990, als sie 16 Jahre alt war unter dem Pseudonym Elo Vee. Sie entwickelte schnell einen eigenen avantgardistische Stil, der oft deklamatorisch ist. Einen ihrer Bände hat sie in „gute“, „mittelmäßige“ und „schlechte Gedichte“ gegliedert, dabei die erste Rubrik jedoch leer gelassen. Weitere Gedichtanthologien und Prosa folgten. 1992 trat Elo Viiding dem Estnischen Schriftstellerverband bei.

## Werke
- Telg (Gedichtsammlung, 1990)
- Laeka lähedus (Gedichtsammlung, 1993)
- Võlavalgel (Gedichtsammlung, 1995)
- Ingelheim (Prosa, 1995)
- V (Gedichtsammlung, 1998)
- Esimene tahe (Gedichtsammlung, 2002)
- Teatud erandid (Gedichtsammlung, 2003)
- Selge jälg (Gedichtsammlung, 2005)
- Püha Maama (Prosa, 2008)
- Meie paremas maailmas (Gedichtsammlung, 2009)
- Kestmine (Gedichtsammlung, 2011)
- Teised (Prosa, 2012)
- Nõelad (Gedichtsammlung, 2013)
- Teadvuselooja (Gedichtsammlung, 2016)
- Ainult armastusest (Gedichtsammlung, 2019)
- Mina kõnelen kirjandusest (Aufsätze über Literatur) 2020
- Assisi luulet (Gedichtsammlung, 2021)

## Privatleben
Elo Viiding ist mit dem estnischen Literaturwissenschaftler und -kritiker Jaanus Adamson (* 1966) verheiratet.